# Fremtiden
 For alternative betydninger, se Fremtid. (Se også artikler, som begynder med Fremtid)
Fremtiden er den tid, der kommer efter nutiden.
Der er videnskaber, der beskæftiger sig med udviklingen, for eksempel meteorologi og økonomi, der ud fra modeller og data beregner sandsynligheden for en bestemt udvikling. Til eksempel har geovidenskaben  ud fra en model forudsagt, at klodens temperatur stiger pga. udledning af CO2, der øger drivhuseffekten med klimakonsekvenser til følge. 
Det antages, at fremtiden afhænger af fortid og nutid, og man kan forsøge at spå om fremtiden, eller forske i den. Man kan opsætte fremtidsscenarier og beregne forskellige udfald.
Den filosofiske retning, der betragter fremtiden som noget givet, noget der allerede er bestemt af forhold i nutid og fortid, kaldes determinisme.
Hvis man vil udtrykke sig om fremtidige forhold, bruger man den grammatiske tid fremtid (futurum). Et ældre dansk ord for fremtidig er "tilstundende": "den tilstundende vinter" – den fremtidige/kommende vinter. Altså de stunder der kommer – der bliver til.
Film og bøger, der foregår i fremtiden, kaldes science fiction.